# (10789) Mikeread
(10789) Mikeread (1991 VL10) – planetoida z pasa głównego asteroid okrążająca Słońce w ciągu 4,96 lat w średniej odległości 2,91 j.a. Odkryta 5 listopada 1991 roku.